# Dorper
La Dorper est une race ovine créée par croisement en Afrique du Sud dans les années 1930. Elle est la deuxième race la plus présente dans son pays d'origine. Élevée pour sa viande, elle a été exportée dans de nombreux pays en particulier en Afrique et en Amérique du sud.

## Origine et historique
La race est développée dans les années 1930 en croisant des brebis de Persan à tête noire, une race locale, avec un bélier Dorset Horn (en), une race anglaise. Le but était d'obtenir une race non seulement adaptée au milieu aride du nord-ouest de la Province du Cap mais aussi ayant une meilleure qualité bouchère et un goût plus adapté pour l'export. Le goût des races locales à croupe grasse était trop fort et peu apprécié par le marché européen,. La race est officiellement reconnue en 1946 et l'Association des Éleveurs de Dorper d'Afrique du Sud est créée en 1950. Elle est nommée d'après les deux races « mères » avec le Dor du Dorset et le Per du Persan.

## Description
Le Dorper est un mouton à poils blancs avec la tête et le cou noirs, tout comme le Persan. La toison est un mélange de poils et de laine. La laine est plus ou moins présente sur le dos et couvre partiellement l'animal. Elle mue naturellement au printemps. Certains individus peuvent présenter des taches noires mais un mouton entièrement blanc ou de couleur très sombre ne fait pas partie du standard de la race. Son arrière-train est lourd et musclé. Les deux sexes ne portent pas de cornes bien que certains mâles peuvent présenter de petites cornes. Sa peau est épaisse et le protège bien des climats difficiles. Le bélier peut atteindre les 130 kg pour une taille de 75 cm au garrot.
Le White Dorper (« Dorper blanc »), également appelé Dorsie ou Dorsian, est, contrairement au Dorper, entièrement blanc. C'est bien une race à part et non un simple Dorper blanc. Elle est issue d'un Dorper auquel a été ajouté du sang de Van Rooy et de Ronderib Afrikaaner. Elle est officiellement reconnue et affiliée à l'Association des Éleveurs de Dorper d'Afrique du Sud en 1964, mais ces moutons sont moins nombreux que les Dorpers à tête noire (environ le quart des individus).

## Élevage et production

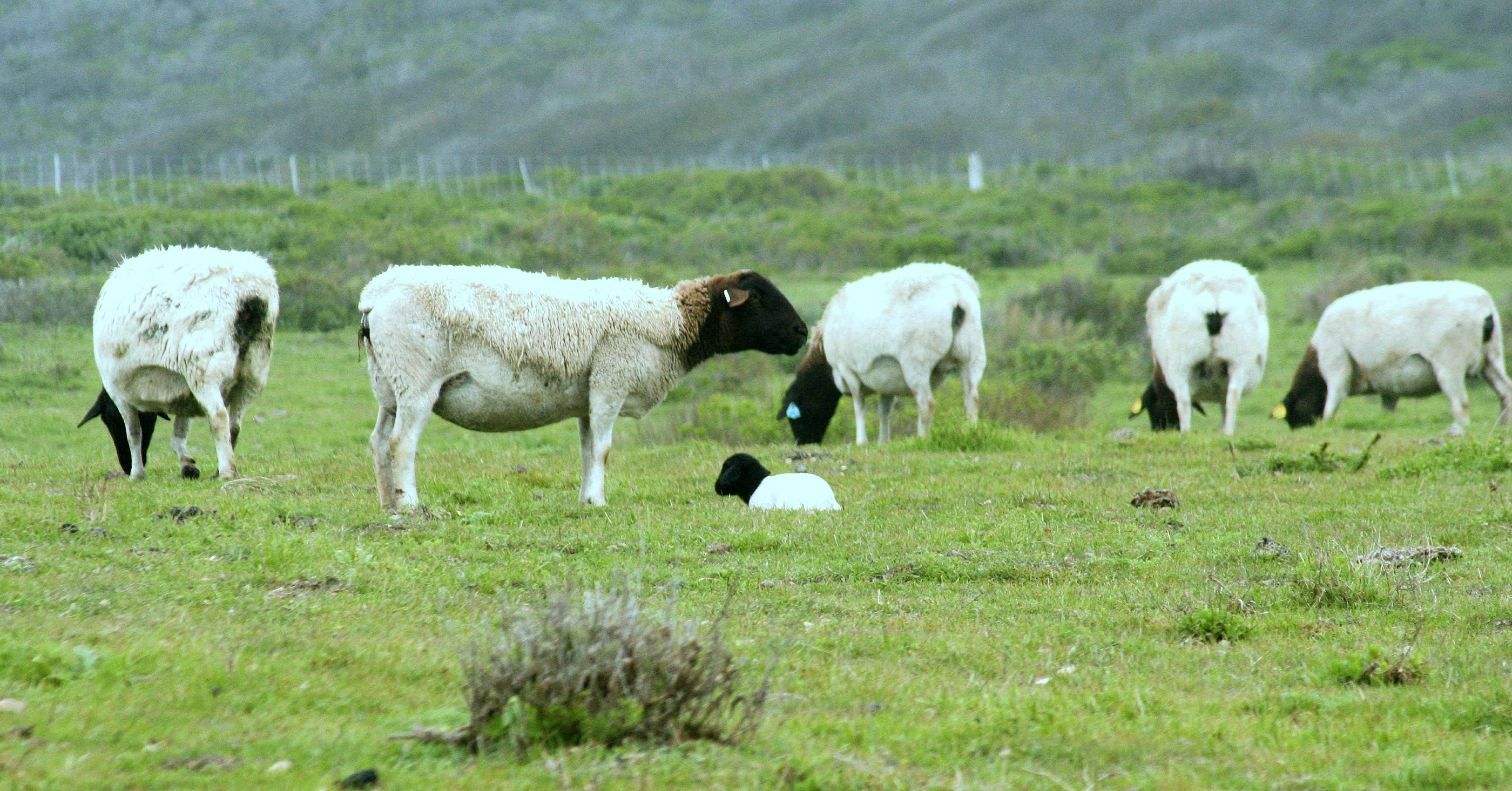
Troupeau de Dorper.

Le Dorper est principalement élevé pour sa viande. La race est dessaisonnée et fertile. Les brebis font d'excellentes mères et peuvent avoir trois agnelages en deux ans,. Les agneaux ont une croissance rapide et peuvent atteindre 36 kg en l'espace de 3 à 4 mois dans de bonnes conditions. Perdant naturellement sa laine, il n'a pas besoin d'être tondu ce qui facilite son entretien.
Sa peau épaisse est de bonne qualité et elle est très appréciée dans l'industrie du cuir sous le nom de « Cape Glovers ». Elle représente 20 % du poids total de l'animal.
Son espérance de vie est de 8 ans en élevage mais il peut atteindre les 12 ans pour les animaux conservés comme animal de compagnie.

## Diffusion internationale
Bien que développée pour un milieu aride, la race s'adapte très bien à d'autres milieux et conditions de pâturages. Sa facilité d'entretien et sa croissance rapide poussent de nombreux pays africains à l'importer pour améliorer la ressource en viande des populations locales ; comme au Kenya dès les années 1970 ou plus tardivement en Éthiopie en 2006, mais aussi en Australie, Nouvelle-Zélande et en Amérique du Sud,.
Elle est importée aux États-Unis en 1995 en passant par le Canada,. Surtout présente dans le Maine au départ, elle se développe petit à petit en raison de la chute du prix de la laine, poussant les éleveurs à privilégier une race à poils plus facile d'entretien.
La race fut rare voire inexistante en Europe durant un long moment. Mais elle est importée en Allemagne en 1996 pour l'étudier et voir si elle pouvait améliorer la production de viande dans le pays, mais l'avantage de l'absence de tonte fut également apprécié. En France, elle commence à se développer réellement au tout début du 21e siècle et voit la création de l'Association française des moutons Dorpers (AMDF) en 2016.
Très présente en Australie, elle est exportée vers les marchés asiatiques. Elle a également servi à créer la race Damper, à la suite d'un croisement avec la Damara, une autre race africaine. La Damper a ensuite été recroisée avec un Mérinos pour fournir des moutons à viande vendus au Moyen-Orient.
Mais cet engouement pour la race pose des problèmes dans certains pays, menaçant la ressource génétique des races locales comme la Masaï au Kenya ou le Barbados Blackbelly de la Barbade.
En 1992, sa population était évaluée à plus de 7 000 000 de têtes.